# Liberal och progressiv islam i Europa
Detta är en lista över enskilda liberala och progressiva islamiska rörelser i Europa, sorterade efter land. Se även Islam i Europa och Euroislam.

## Danmark

### Demokratiska muslimer

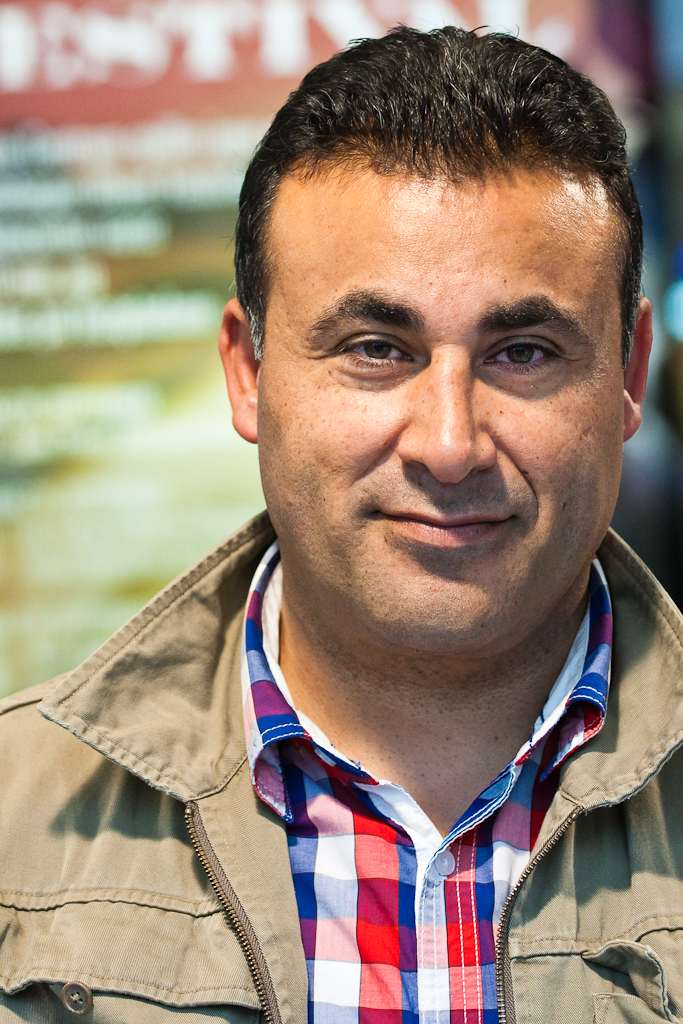
Naser Khader, en av grundarna av Demokratiska muslimer.

Demokratiska Muslimer är en politisk organisation i Danmark som grundades av Naser Khader, Yildiz Akdogan och andra muslimer i februari 2006 efter att kontroversen kring Muhammedkarikatyrerna i Jyllands-Posten eskalerade. Dess mål är en fredlig samexistens mellan islam och demokrati. Naser Khader lämnade sin position som ledare 2007. År 2009 och 2011 rapporterades det att organisationen hade få medlemmar och liten aktivitet.

## Tyskland
I juni 2017 öppnade den kvinnliga advokaten, författaren och människorättsaktivisten Seyran Ateş Ibn Ruschd-Goethe-moskén i Berlin där tillbedjare från alla islamiska sekter och homosexuella var välkomna att be. Män och kvinnor ber tillsammans till skillnad från i andra moskéer, medan ansiktstäckande slöjor som burka och niqab förbjöds i området eftersom sådana plagg av Ateş betraktas som politiska uttalanden snarare än religiösa kläder. Detta orsakade upprördhet i den muslimska världen och moskéns grundare mottog hundratals dödshot från muslimer över hela världen. Den juridiska avdelningen vid Al-Azhar-universitetet i Egypten utfärdade en fatwa  mot moskén tillsammans med alla andra liberala moskéer.

## Ryssland

### Jadid
Jadiderna var muslimska modernistiska reformatorer inom det ryska imperiet i slutet av 1800-talet och början av 1900-talet. De brukade vanligtvis kalla sig själva med de turkiska termerna Taraqqiparvarlar ('progressiva'), Ziyalilar ('intellektuella') eller helt enkelt Yäşlär/Yoshlar ('ungdom'). Jadids hävdade att muslimer i det ryska imperiet hade gått in i en period av förfall som bara kunde rättas till genom förvärvandet av en ny typ av kunskap och modernistiska, europeiskt modellerade kulturreformer. Även om det fanns betydande ideologiska skillnader inom rörelsen, präglades jadiderna av sin utbredda användning av tryckta medier för att främja sina budskap och förespråka usul ul-jadid eller den "nya metoden" för undervisning i imperiets maktabs, från vilken termen jadidism härstammar. En ledande figur i ansträngningarna att reformera utbildningsväsendet var krimtataren Ismail Gasprinski som levde från 1851–1914. Intellektuella som Mahmud Khoja (författare till den berömda pjäsen "Patricianmordet" och grundare av en av Turkestans första Jadid-skolor) förde Gaspiralis idéer tillbaka till Centralasien.

## Sverige

### Unga människor mot antisemitism och främlingsfientlighet

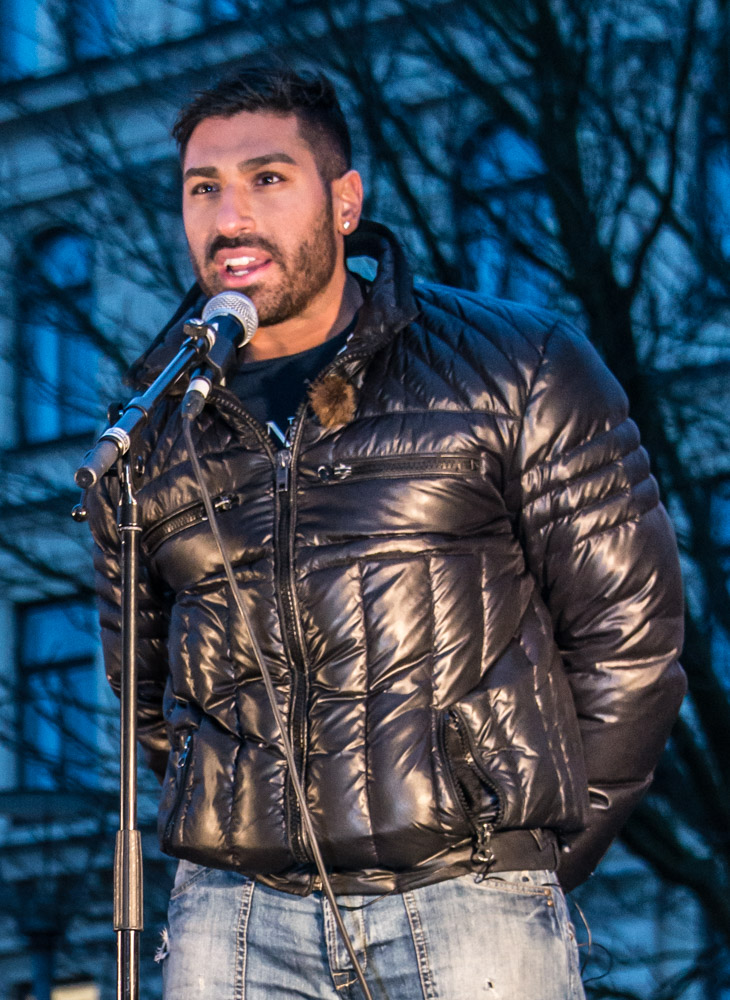
Jag ville bygga broar mellan judar och muslimer i Malmö eftersom antisemitism är ett problem i staden. Efter det insåg jag hur stort behovet var av att prata om detta. Nu arbetar jag för att bekämpa alla former av främlingsfientlighet. — Siavosh Derakhti

Siavosh Derakhti (född 3 juli 1991) är en svensk social aktivist och grundare av Unga Mot Antisemitism och Främlingsfientlighet. Som ett erkännande för hans aktivism för att minska antisemitism och främlingsfientlighet tilldelades han 2013 Raoul Wallenberg -priset av den svenska regeringen. Urvalskommittén sa att Derakhti var ett "positivt exempel" i sin hemstad Malmö och i hela Sverige. ”Han är en förebild för andra”, skrev Wallenbergpriskommittén, ”och visar genom sina handlingar och sin beslutsamhet att en enda person kan göra skillnad.”

## Storbritannien

### Progressiva brittiska muslimer
Progressive British Muslims (PBM) var en grupp liberala brittiska muslimer som bildades efter terroristattackerna i London den 7 juli 2005. Organisationen grundades och leds av Farmida Bi, en expert på islamisk finans, för att ge en röst åt progressiva muslimer som hon ansåg inte representerades av befintliga religiösa organisationer.

### Brittiska muslimer för sekulär demokrati
British Muslims for Secular Democracy grundades 2006 och är en ideell organisation som arbetar för att stödja sekularism i Storbritannien. Det grundades 2006 av Nasreen Rehman och Yasmin Alibhai-Brown. Gruppen anser att mångfalden av åsikter bland brittiska muslimer inte är tillräckligt representerad i det bredare brittiska samhället och att deras bild är förvrängd. Organisationen är en av det växande antalet feministiska och progressiva muslimska organisationer.

### Quilliam
Quilliam var en vänsterorienterad tankesmedja baserad i London som grundades 2008 och fokuserade på antiextremism, särskilt mot islamism, vilket de menade representerar en önskan att påtvinga samhället en given tolkning av islam. Grundat som The Quilliam Foundation, lobbar den regeringar och offentliga institutioner för en mer nyanserad politik gällande islam och behovet av större demokrati i den muslimska världen, samtidigt som den stärker moderata muslimska röster. Organisationen fick sitt namn efter engelsmannen Abdullah Quilliam, en 1800-talskonvertit till islam. Den upplöstes 2021.
Enligt en av dess grundare, Maajid Nawaz, "Vi vill öka medvetenheten kring islamism"; han sa också: "Jag vill visa hur den islamistiska ideologin är oförenlig med islam. För det andra ... utveckla en västerländsk islam som är hemma i Storbritannien och i Europa ... vända radikaliseringen genom att ta till sig deras argument och bemöta dem."
Organisationen motsatte sig all islamistisk ideologi och förespråkade yttrandefrihet. Kritiken av islamistisk ideologi från dess grundare, Maajid Usman Nawaz, Rashad Zaman Ali och Ed Husain, är delvis baserad på deras personliga erfarenheter.

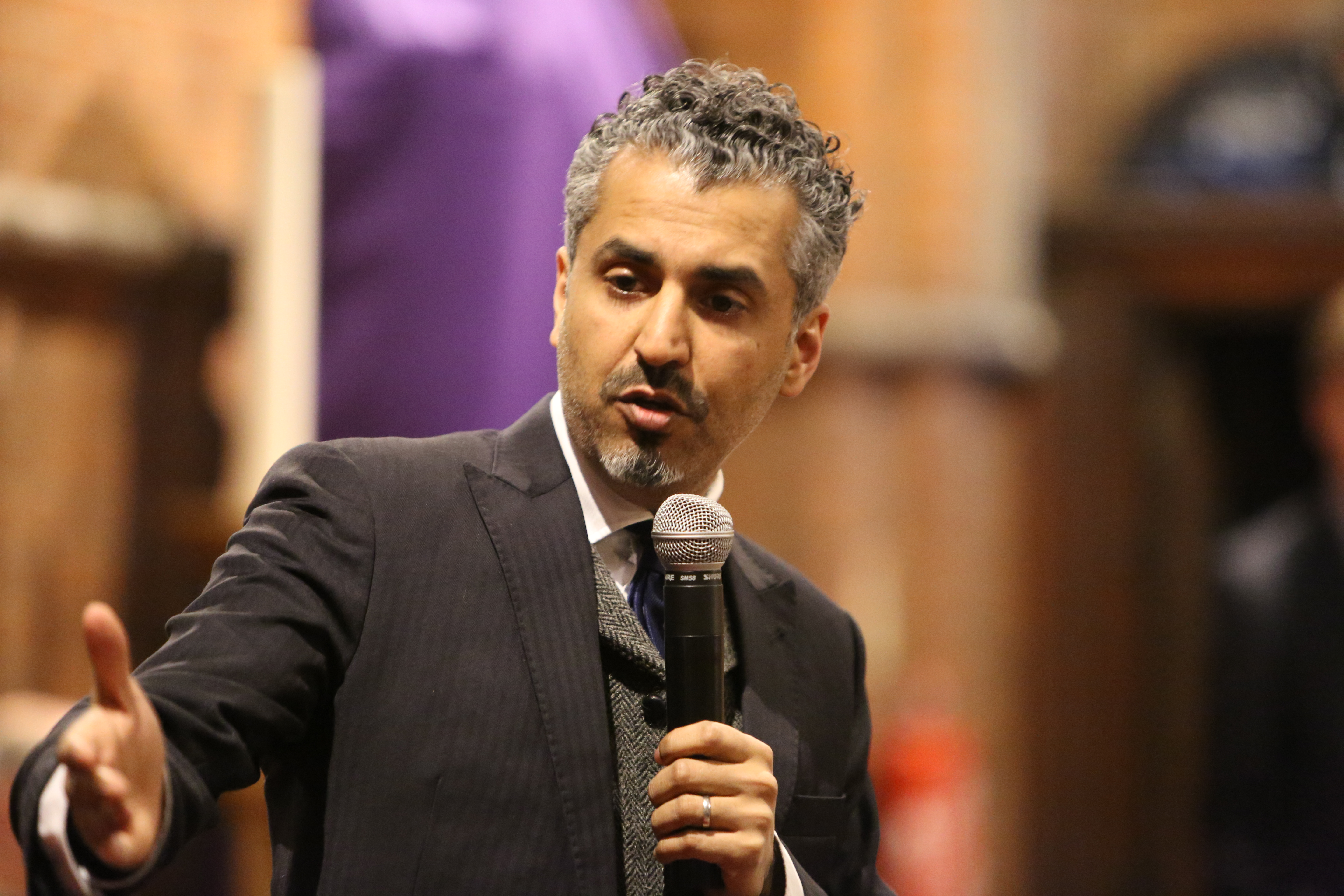
Maajid Nawaz vid West Hampstead, Londons möten 2015

Medgrundaren Maajid Nawaz är en brittisk aktivist, författare, krönikör, radiovärd och politiker. Han var Liberaldemokraternas parlamentskandidat för Londons valkrets Hampstead och Kilburn i parlamentsvalet 2015. Nawaz är en tidigare medlem i den islamistiska gruppen Hizb ut-Tahrir. Denna koppling ledde till hans arrestering i Egypten i december 2001, där han förblev fängslad fram till 2006. Att läsa böcker om mänskliga rättigheter och interagera med Amnesty International, som antog honom som samvetsfånge, resulterade i en förändring i sinnelag. Detta ledde till att Nawaz lämnade Hizb-ut-Tahrir år 2007, avsägde sig sitt islamistiska förflutna och krävde en "sekulär islam". Han skrev en självbiografi, Radikal, som publicerades 2012. Sedan dess har han blivit en framstående kritiker av islamismen i Storbritannien. Han är en regelbunden debattör, kommentator och kommentator. Han presenterade sina åsikter om radikalisering inför den amerikanska senatskommittén och den brittiska inrikesutskottet i deras respektive undersökningar om orsakerna till radikal extremism. Hans skrifter har publicerats i olika internationella tidningar och han har hållit föreläsningar vid LSE och University of Liverpool, samt hållit föredrag vid UK Defence Academy och Marshall Center for Security Studies.
Nawaz menar att samhället måste bygga ett konkurrerande varumärke genom att hålla fast vid sina egna värderingar och synligt skilja sina handlingar från extremisternas. Han varnade för det illiberala tillvägagångssättet att söka nya befogenheter för att avlyssna kommunikation, eller förbjuda icke-våldsamma grupper, och hävdade att liberalismen kommer att döda totalitarismen mjukt, inte genom att härma den. Han förespråkar ett motstånd från civilsamhället mot extremism, precis som det gjordes mot rasism och homofobi, genom att så gräsrotsinitiativ och göra extremistiska berättelser tabu. Enligt Nawaz går samhället från en era av nationalstater och globalisering, där identitet definieras av nationella allianser och medborgarskap, till en "beteendeålder" där beteende formas av transnationella idéer, berättelser och allianser.
Nawaz noterar hur alla dagens transnationella sociala rörelser, oavsett om det är europeisk neofascism eller islamism, är extremistiska till sin natur, och demokratisträvare över hela världen lämnas på efterkälken. Han kritiserar idén om politisk korrekthet och demokraternas tvekan att hävda de demokratiska normernas universalitet. Han pekar också på det politiska misslyckandet i många stater i den muslimska världen som en bidragande faktor. Enligt honom saknas demokratiskt val i många länder med muslimsk majoritet, vilket innebär att deras demokratiska partier ofta konkurrerar med icke-demokratiska partier, inklusive teokratiska och militärstödda. Demokratiska partiers politiska misslyckande ses som ett misslyckande för demokratin i sig i den muslimska världen.
Enligt Nawaz består alla sociala rörelser av några grundläggande element, och för att utmana en rörelse måste dess element ersättas med bättre alternativ. De fyra elementen är:
- Idéer: En idé är orsaken till att man tror på, t.ex. upprättandet av ett globalt kalifat.
- Narrativ: Narrativ är den propagandateknik som används för att sälja den idén, t.ex. berättelsen om att Väst är i krig med islam.
- Symboler: Symboler betecknar ikonografi, flaggor, logotyper, kläder, församlingar etc.
- Ledare: Ledare är de människor som kommer att symbolisera vad kampen innebär.

Som en lösning föreslår Nawaz att man bygger upp globala ungdomsledda demokratiska rörelser som står över politiken och som bygger upp efterfrågan på demokrati på civilisationsnivå. Han konstaterar att medan islamister erbjuder ett komplett paket till den muslimska ungdomen, erbjuder demokraterna i den muslimska världen ingenting: det finns inget att drömma om, inga demokratiska ledare att följa och ingen demokratisk symbolik att beundra. Han citerar Malala Yousafzai som en framgångsrik symbol för demokrati och kvinnors rättigheter, men betonar behovet av fler sådana symboler som unga muslimer kan se upp till.
I sin essä On Blasphemy noterar Nawaz att alla profeter och reformatorer hädade sin tids rådande ordningar, och att kätteri är den enda garantin för framsteg. Han beklagade återupplivandet av den blasfemiiska atmosfären och den neoorientalistiska oviljan att försvara idealen om yttrandefrihet. Han kritiserade också termen islamofobi som, enligt honom, är en munkorg för yttrandefriheten och används som en sköld mot genuin kritik.

### Initiativ för inkluderande moské
Inclusive Mosque Initiative (allmänt känt som IMI) grundades 2012 i London, Storbritannien. Det är en gräsrotsorganisation som arbetar för att "etablera en plats för tillbedjan för att främja och utöva en inkluderande islam." Sedan starten har organisationen spridit sig snabbt, med avdelningar över hela Storbritannien och IMI internationellt (Malaysia, Kashmir, Pakistan och Zürich). Londongruppen är fortfarande den mest aktiva av IMI-platserna och är strukturerad kring en majlis eller kommitté av volontärer som delar den dagliga driften av organisationen. IMI började ur deras frustration över kvinnornas situation i många brittiska moskéer, där det ofta inte finns några kvinnoavdelningar och "ibland är faciliteterna för kvinnor mycket undermåliga, trånga och inte alls gynnsamma för en gudstjänstatmosfär."
I ett relaterat, och tematiskt sammanlänkande, sammanlänkande arbete mellan de båda ovanstående inflytandekanalerna finns progressiva, feministiska och liberationistiska forskares arbete som omläser främst islamiska källor på praktikbaserade sätt, såsom Waduds kanoniska verk och aktivistiska strävanden för jämställdhet, och Asra Nomanis "Islamiska rättighetsförklaring för kvinnor". IMI erbjuder en plats där familjer kan be tillsammans, ibland ledda av kvinnor. Under alla omständigheter, oavsett vilken madhab av salah som gäller eller vem som leder, finns det ingen tvång för medhjälpare att delta i salah.
Inclusive Mosque Initiative är avsiktligt inkluderande och välkomnar alla som är intresserade av dess aktiviteter. Även om IMI inte är en specifikt queer organisation, är IMI bland sina sociala rättvisekampanjer öppet engagerad i HBTQ- communityts rättigheter och säkerhet. IMI arbetar också med, och följer, riktlinjer från progressiva, liberationistiska tolkningar av islam och välkomnar alla oavsett kön eller sexuell identitet.